# Tin Mine Falls
Tin Mine Falls – wodospad położony w Australii, w Nowej Południowej Walia w hrabstwie Selwyn.  Wodospad jest w Górach Śnieżnych, na rzece Tin Mine Creek  i ma wysokość 213 metrów. Wodospad leży na terenie australijskiego Parku Narodowego Alpine.